# Johnny Lytle
Johnny Lytle (eigentlich John Dillard Lytle, * 13. Oktober 1932 in Springfield, Ohio; † 15. Dezember 1995 ebenda) war ein US-amerikanischer Vibraphonist und Schlagzeuger des Hardbop und Soul Jazz.

## Werdegang
Johnny Lytle wuchs in einer Musikerfamilie auf: Sein Vater war Trompeter, die Mutter Organistin. Schon früh begann er Schlagzeug und Klavier zu spielen. Außerdem betätigte er sich als Boxer. In den späten 1950er Jahren arbeitete er als Schlagzeuger für Ray Charles und andere. 1960 wechselte er zum Vibraphon,  gründete eine eigene Jazzband und nahm eine Reihe von Alben für das Jazzlabel Riverside Records auf, bei denen auch Johnny Griffin, Bobby Timmons, Sam Jones, der Organist Milt Harris, Bob Cranshaw und Ray Barretto mitwirkten.
Zu dieser Zeit galt Lytle als einer der bekanntesten Vibraphon-Spieler; er war berühmt für seine Geschwindigkeit und auch für seine Fähigkeiten als Showman. Zudem schrieb er mehrere Titel, wie The Loop, The Man, Lela, Selim (zu Ehren von Miles Davis) und sein bekanntestes Stück The Village Caller, nach dem auch ein Album betitelt ist. Lytle nahm über 30 Alben für verschiedene Jazzlabel wie Tuba, Jazzland, Solid State und Muse auf. Im Laufe seiner Karriere arbeitete er mit Louis Armstrong, Lionel Hampton, Miles Davis, Nancy Wilson, Bobby Timmons und Roy Ayers.  
Seine erfolgreichsten Soul-Jazz-Titel spielte er in den frühen 1960er Jahren ein. Mit seinen späteren Aufnahmen konnte nicht mehr an diese Erfolge anschließen; Lytle nahm noch in den folgenden Dekaden Alben auf. Er trat bis in die 1990er Jahre auf Konzerten in den USA und Europa auf; sein letzter Auftritt fand mit dem Springfield (Ohio) Symphony Orchestra in seiner Heimatstadt im November 1995 statt. Dort wurde nach seinem Tod die Straße, in der er gelebt hatte, nach ihm benannt.

## Auswahldiskographie
- Blue Vibes (1960)
- Nice and Easy (Riverside, OJC, 1962) mit Johnny Griffin
- Got That Feeling/Moon Child (Milestone, 1962/63)
- The Village Caller (Riverside, OJC, 1964–65)
- The Loop/New & Groovy (BGP, 1965)
- People & Love (1972)
- Fast Hands (1980)